# MFÖ

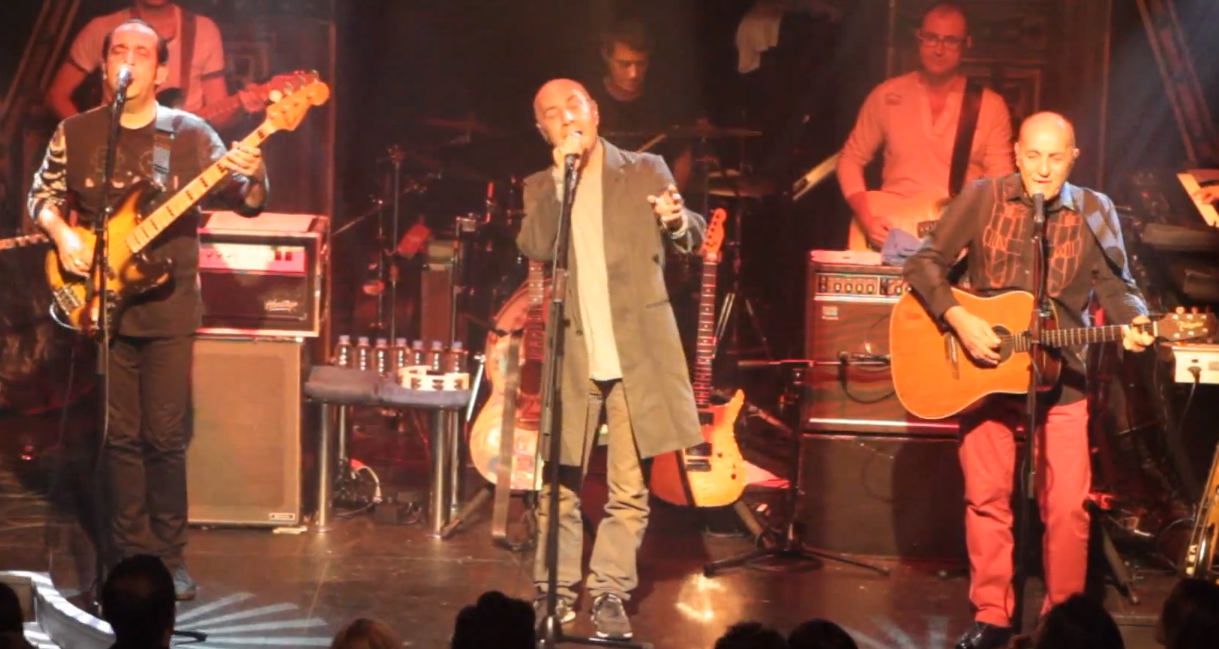
MFÖ

MFÖ (Mazhar-Fuat-Özkan) is een band uit Turkije. De band is genoemd naar de drie leden: Mazhar Alanson, Fuat Güner en Özkan Uğur. Alle drie hebben ook soloalbums uitgegeven. In 1985 werd de band 14e op het Eurovisiesongfestival met het nummer Didai Didai Dai (Aşik oldum). In 1988 waagden zij opnieuw hun kans maar werden dit keer 15e met het nummer Sufi (hey ya hey).